# 博西科
博西科（義大利語：Bossico），是意大利贝加莫省的一个市镇。总面积17平方公里，人口982人，人口密度57.8人/平方公里（2009年）。国家统计（ISTAT）代码为016033。